# リメイラ
リメイラ (Limeira) は、ブラジルのサンパウロ州にある都市。

## 歴史
近隣のピラシカーバでは17世紀の植民地時代からサトウキビ栽培が行われ、エンジェーニョ（(ポルトガル語), 製糖工場）があった。現在のリメイラにおいては、1815年にイビカーバ農場(ポルトガル語)でサトウキビ栽培が始まった。この一帯ではサトウキビ輸送を主な目的に道路が建設されていき、1826年にはリメイラを経由してモロ・アズールとサン・カルロス(ポルトガル語)を結ぶ道路が完成している。
1829年には住民によってフレギジーア（行政教区、(ポルトガル語)）の設立を求める署名が行われており、翌1830年には現在のリメイラを含む地域に「ノッサ・セニョーラ・ダス・ドーレス・デ・タツイビー」(Nossa Senhora das Dores de Tatuhiby)という名のフレギジーアが設立される。フレギジーアは自治権をもたない地区で、ノッサ・セニョーラ・ダス・ドーレス・デ・タツイビーはピラシカーバ市の管轄下にあった。1830年、そこからリメイラとリオ・クラロ(ポルトガル語)の2地区が別のフレギジーアとして分割される。リメイラは1842年に自治権を有する町(vila)に、そして1863年には市(município)に昇格した。
イビカーバ農場を象徴として、リメイラは19世紀のブラジルにおけるコーヒー生産の中心地だった。一方で、農場における奴隷労働の中心地にもなった。また、ブラジルで初めてヨーロッパからの民間移民を受け入れている。1856年には、数千人の入植者が入植契約への不満から蜂起し、イビカーバ農場の所有者で上院議員でもあったセナドール・ヴェルゲイロ(ポルトガル語)らに反乱（Revolta de Ibicaba）を起こしている。警察により鎮圧されるが、その影響でドイツやスイスがブラジルへの移民を禁止、農園は奴隷の購入を再開し、結果として1860年から1870年の間イビカーバ農場はブラジル国内最大のコーヒー生産事業者となった。その後、皇帝ペドロ2世は入植契約制度を見直すこととなった。
なお1860年代のパラグアイ戦争では、ヴェルゲイロらの影響力を背景として、ペドロ2世一家が滞在する軍事拠点となった。1932年の護憲革命(ポルトガル語)でも戦闘地のひとつとなった。

### 地名の由来
18世紀にこの地で亡くなったフランシスコ会の修道士、ジョン・ダス・メルセスの死後の故事に由来して地名が採られている。埋葬の際に彼が持っていたライムの実も埋められたが、やがてライムの木が育った。このことから、ライムの木を意味する「リメイラ」と呼ばれるようになった。

## 地理

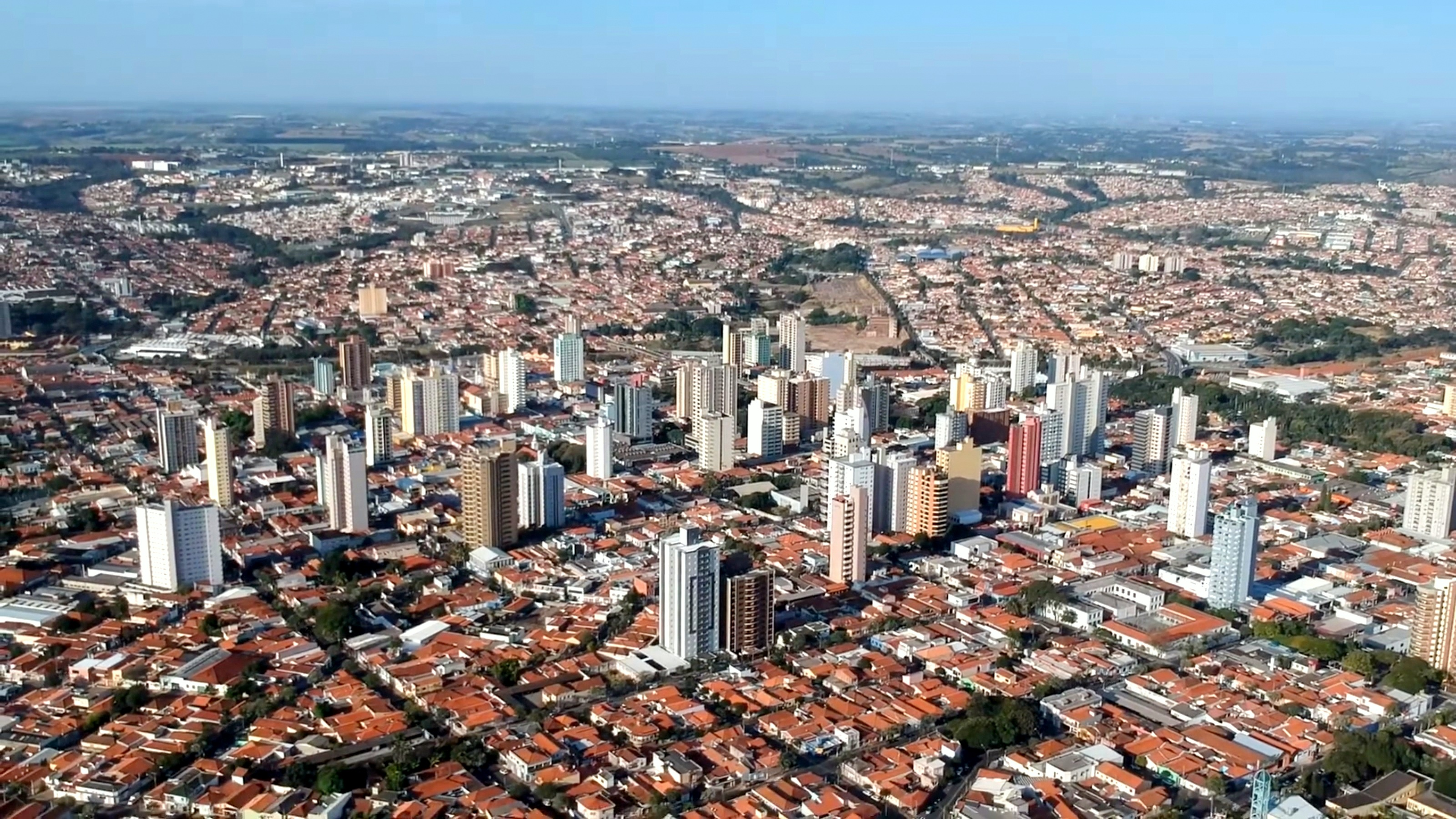
リメイラ市街地の空撮

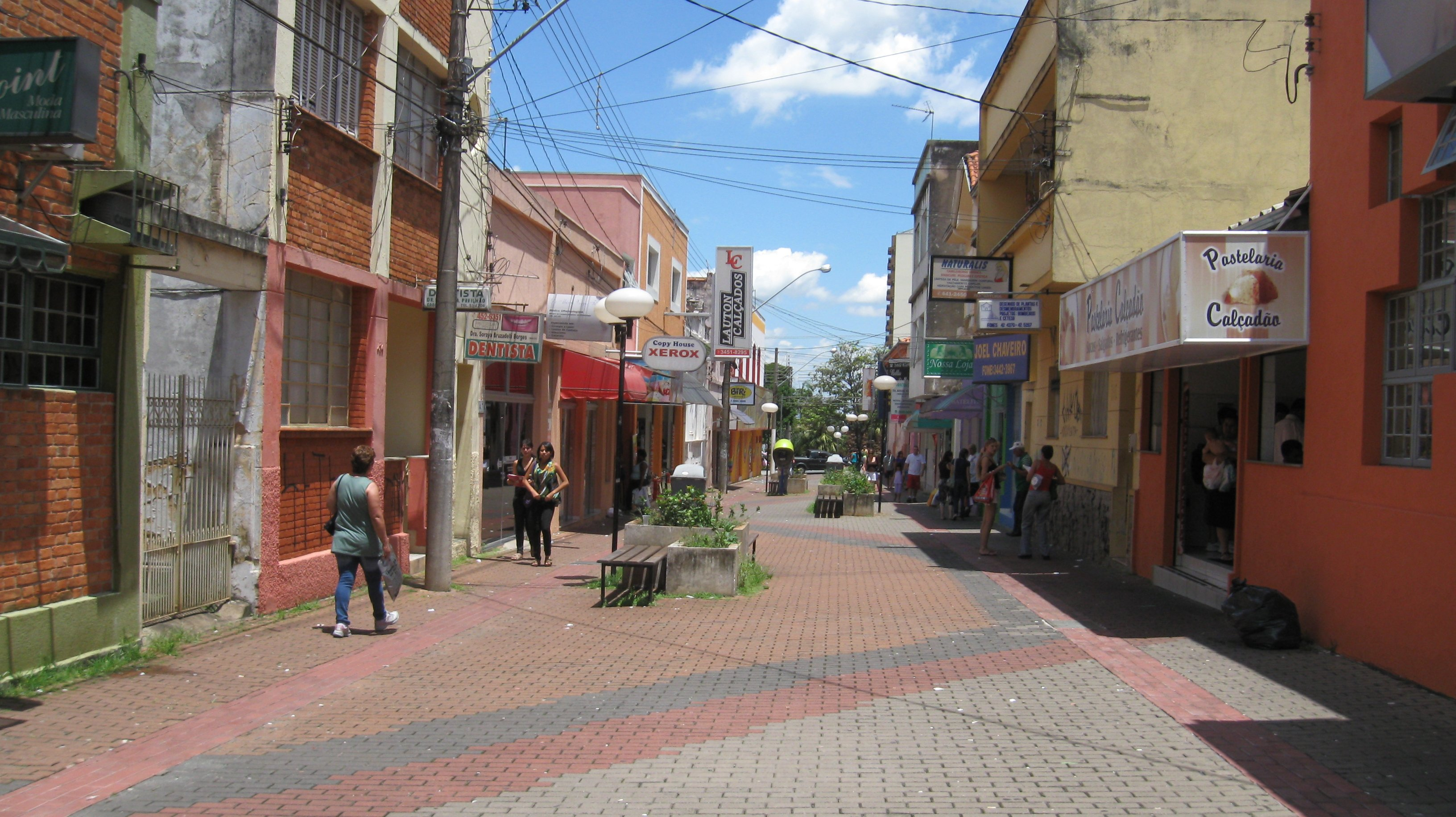
Área de Lazer Maria Kuhl Tankの商店が並ぶ歩道

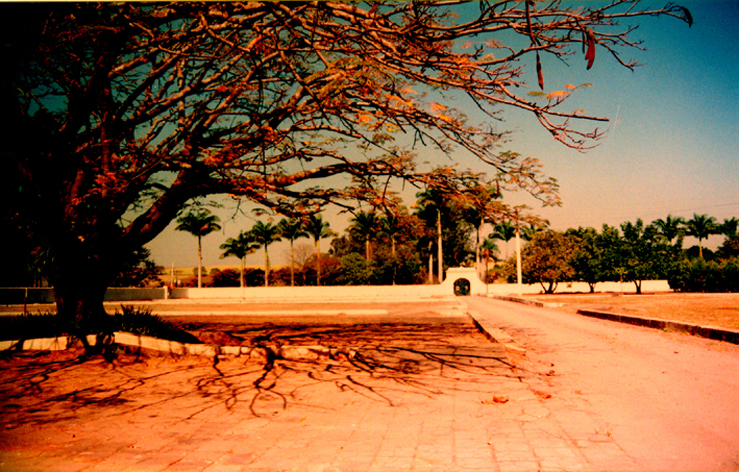
キロンボ農場

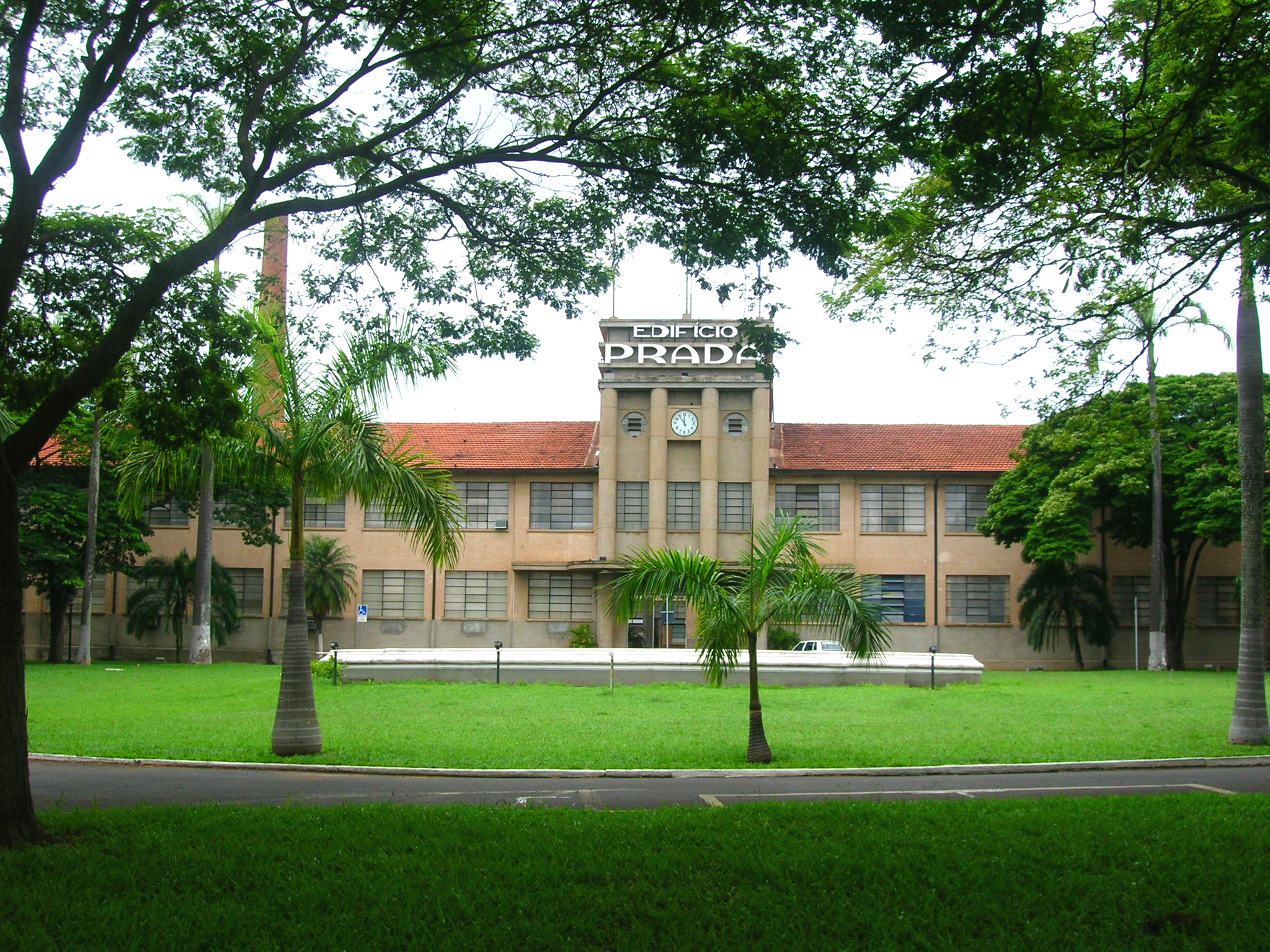
リメイラ市役所の本庁舎 Edifício Prada。もとは帽子の製造を行っていた企業 Chapéus Prada の建物だった。

州都サンパウロからは北北西に約135kmに位置する。盆地にあり、市域の標高は500 - 800メートル。北西のエンジェニェイロ・コエリョ(ポルトガル語)との市境にある標高831 mのモロ・アズール(Morro Azul)丘が市内の最高地点。この丘はかつて、奥地に向かう探検隊の目印にもなった。
市内にはピラシカーバ川(ポルトガル語)とジャグアリ川が流れ、前者の流域となっている。市街地を流れるタトゥ川は水路化している。
気候区分ではCwaの温帯夏雨気候に属する。
2022年の人口は約29.2万人。2010年には約27.6万人だった。ピラシカーバ都市圏に属する。

## 経済

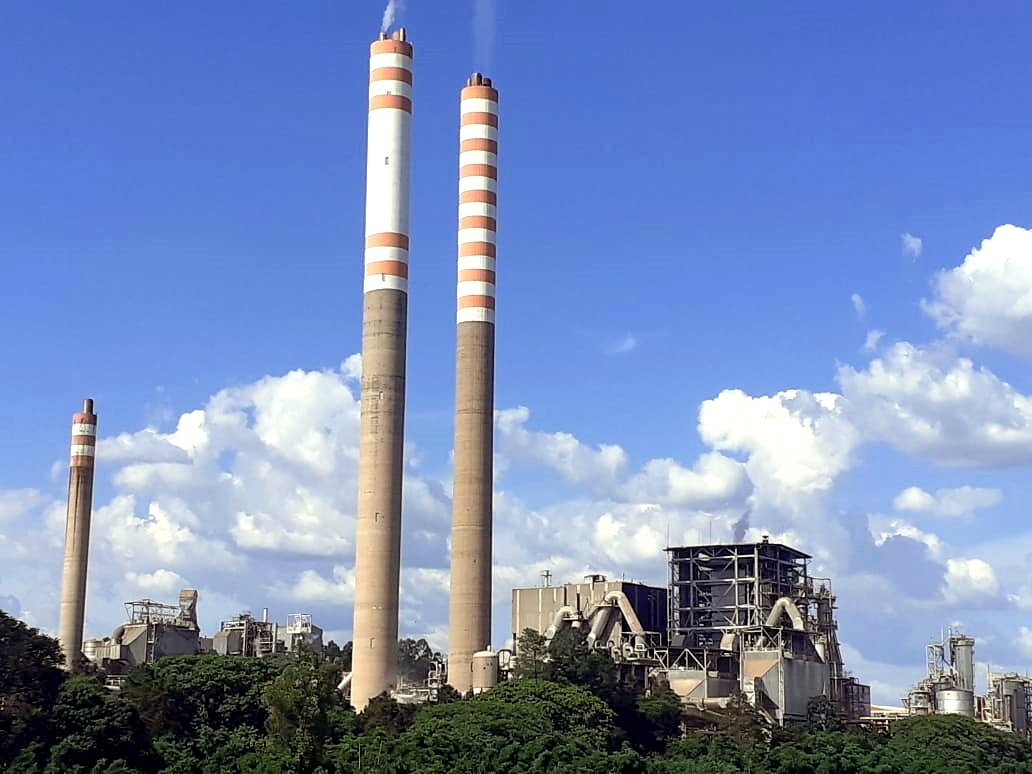
紙・セルロース工場

ブラジル地理統計院（IBGE）によると2011年のリメイラ市の域内総生産は74億6,300万レアル、2017年には121億5,500万レアルで、同年時点で雇用者の約5割が製造業に従事する。
19世紀に興隆したコーヒー栽培は1929年の世界恐慌を境に下火となり、代わってオレンジ栽培が普及した。柑橘類の栽培がブラジルで初めて本格的に導入された地域である。ピークだった1960年代には「オレンジの都」と呼ばれるほどの栽培の中心地となった。ただ、その後国内で栽培地域が広がるに従って生産の集中度は低下している。
オレンジのほか、マンゴー、サトウキビ、トウモロコシ、また花卉類や果樹などの苗が主な農産物。ユーカリの植林も盛ん。製糖やジュース製造を行う工場も立地するアグロインダストリー地域でもある。
モロ・アズール農場、キロンボ農場、イビカーバ農場などは、19世紀 - 20世紀初頭のコーヒー栽培期の名残を残している。これらの農場はエコツーリズムを受け入れ、観光に活用されている。
商業をみると、3か所の大型ショッピングセンターを含め約4,000の小売店、約3,000のサービス事業所がある。

### 製造業
製造業では、冶金、機械工業や、自動車部品、衣類、食品、陶器、紙、セルロース、包装材などの企業が立地する。
メッキや各種加工などの宝飾品製造が盛んなことは特徴的で、関連企業の数は450に上る。
19世紀半ばに農業機械や兵器、20世紀初めに紙製品や帽子、20世紀半ばに木材製造や機械工業が盛んとなった。オレンジの企業的生産やオレンジジュースの生産を行う企業もあったが、アメリカの保護貿易による打撃を受けている。
第二次世界大戦後に自動車部品産業が興り、1970年代から工業団地への多国籍企業の受け入れを始めた。
そのひとつが味の素で、1977年に本格生産を開始している。調味料のグルタミン酸ナトリウム製品を製造し国内販売や南北アメリカ・ヨーロッパへの輸出を行うほか、副産物から液肥の製造などを行う。
日本の企業ではほかに、アネスト岩田が現地企業を合併して空圧機器を生産する合弁企業を設けている。
ホイール製造を行うマキシオン・ホイールズもリメイラに工場をもつ。もともとはリメイラに1947年設立されたFumagalliという会社の拠点で、1973年にアメリカのロックウェルに買収されたが後に傘下から外れ、2009年にイオシペ・マキシオン(英語)に買収されている。

## 教育

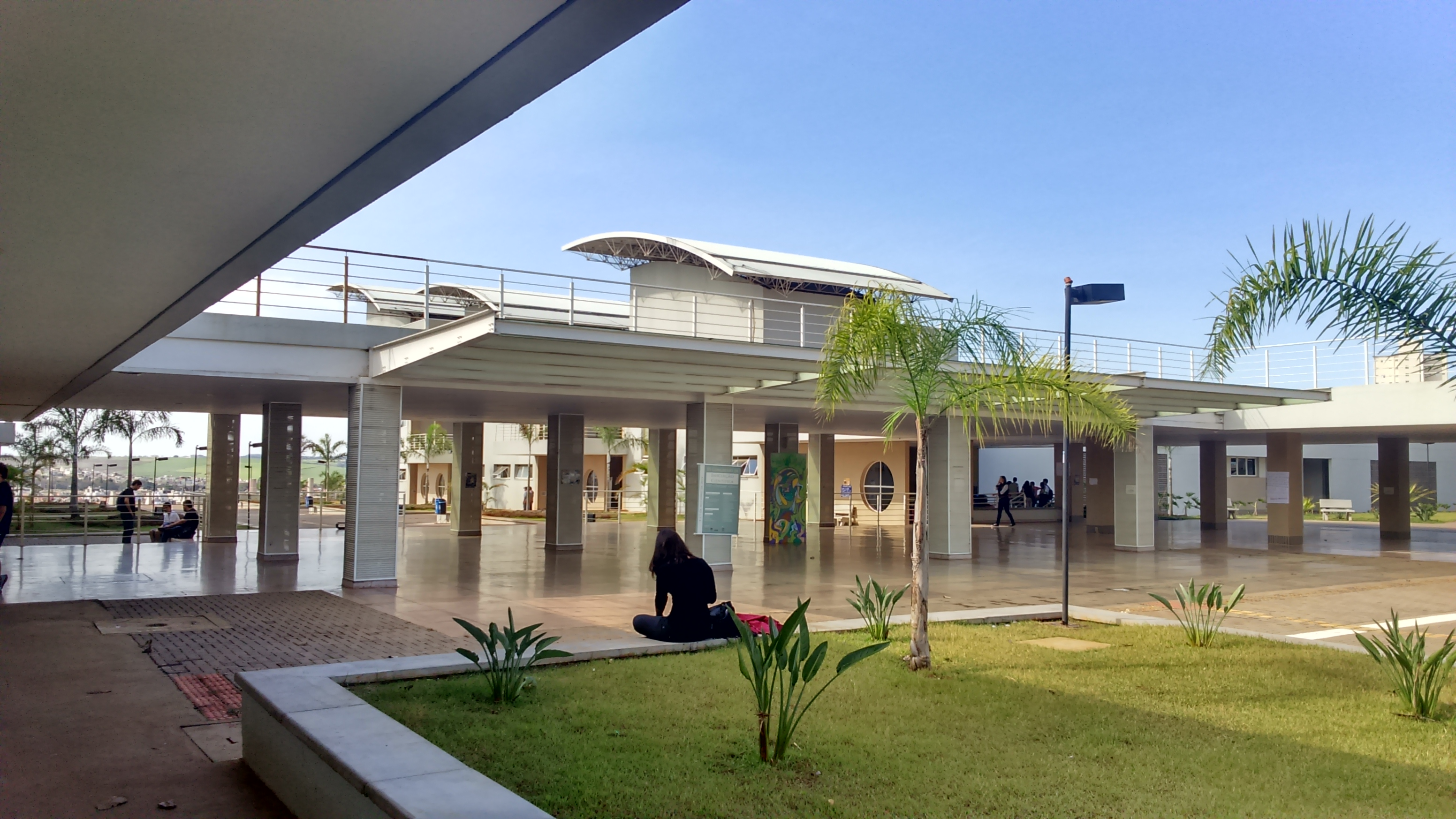
カンピーナス州立大学応用科学部のキャンパス

カンピーナス州立大学のキャンパスが市内に2か所あるほか、複数の大学が所在する。

## 交通
バンデイランテス街道(ポルトガル語)（州道348号）、ワシントンルイス街道(ポルトガル語)（310号）、アニャンゲーラ街道(ポルトガル語)（330号）と、サンパウロにつながる高速道路がこの町で交差する。道路経由ではサンパウロまで162 km。
市内にルートがある路線バスの利用者は、2005年時点で年間200万人だった。
かつては州内を横断するパウリスタ鉄道(ポルトガル語)の路線で旅客運行が行われていたが、2001年に終了している。
875メートルの滑走路をもつリメイラ空港（ICAO空港コード:SDYM）があるが、既に利用を終えている。
隣のエンジェニェイロ・コエリョとの境付近に新空港の建設が2006年に始まったが、契約の問題から中断したままとなっている。

## 姉妹都市
- 佐賀市、日本  - どちらも味の素の工場があることから同社が仲介し、旧諸富町との間で1981年に提携、市町村合併後も継承したもの[1][22]。
- 贛州市、中国

## 文化

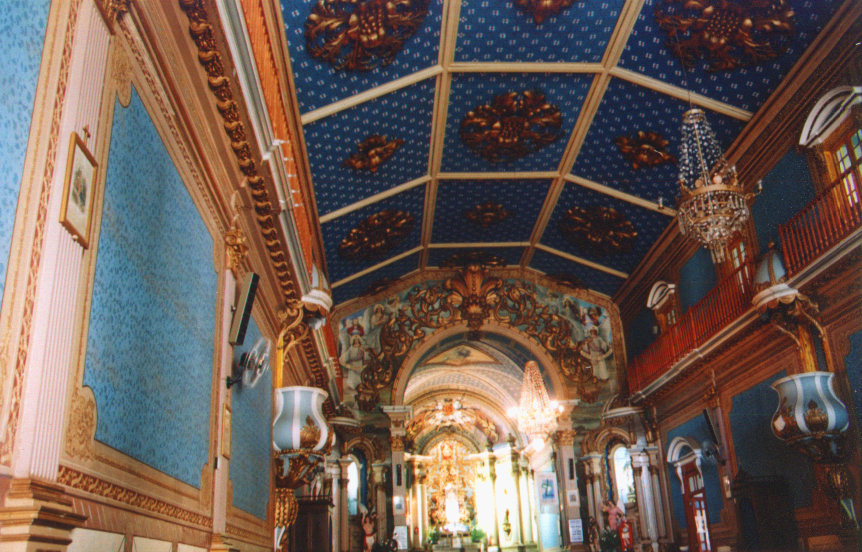
ボア・モルテ教会

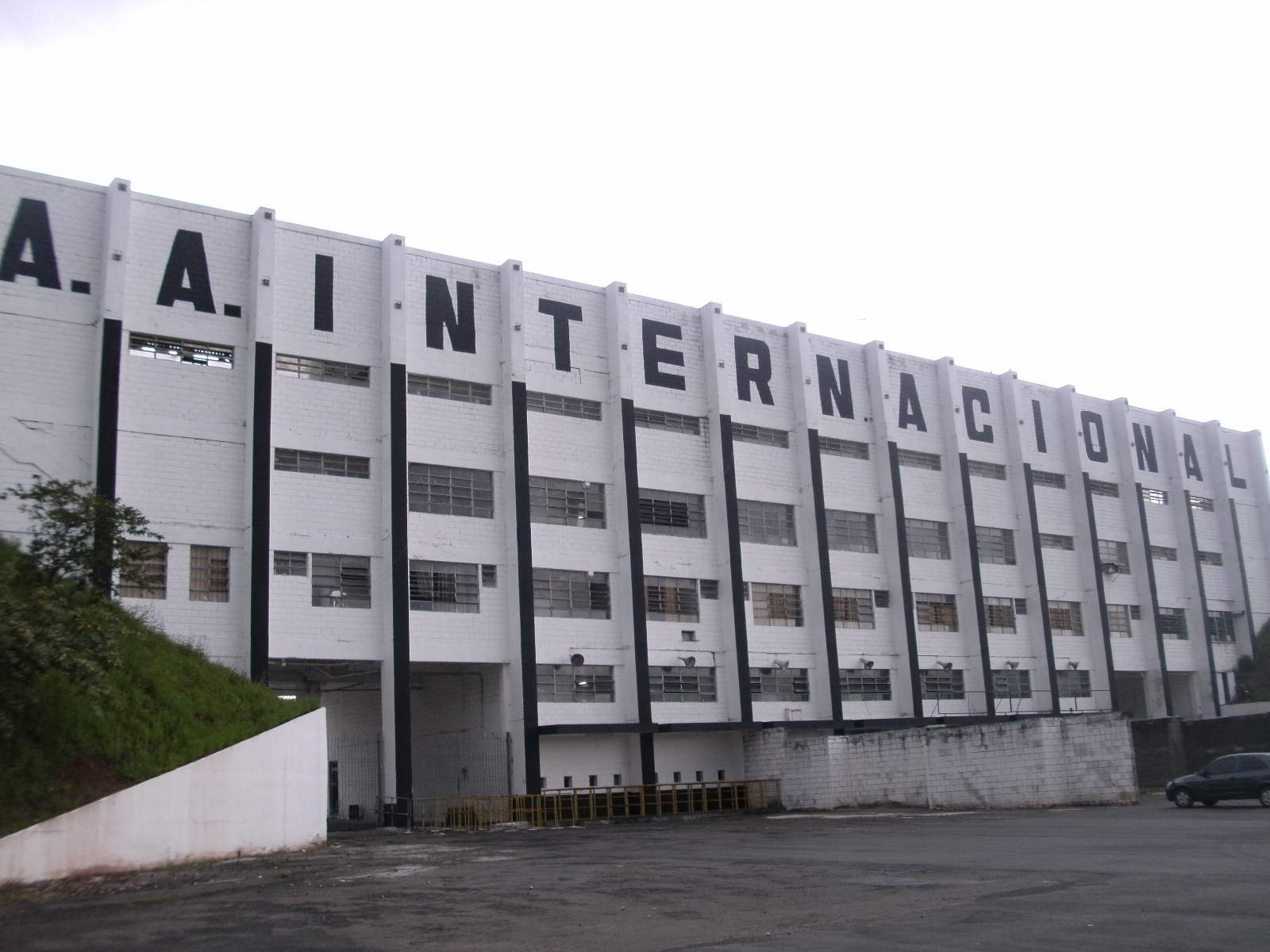
Estádio Major José Levy Sobrinho

19世紀以降の古い近代建築がいくつか知られている。
州内でも最早の部類となる1882年、Toledo Barros広場に劇場ができたが、1940年まで使用され解体されている。跡地には映画館Cine Vitóriaができたが、1996年に改装され再び劇場・ホールのTeatro Vitóriaとなった。このほか、国内でも古い部類の市民バンドやオーケストラがリメイラを拠点に活動している。
市の文化センターには、市立図書館、歴史博物館がある。また別の公園には、メッキ宝飾品の博物館もある。Horto Florestal地区に市営動物園がある。
市内には"Estádio Major José Levy Sobrinho"(Limeirão)および"Estádio Comendador Agostinho Prada"の2つのサッカースタジアムがある。リメイラを拠点とするAAインテルナシオナル（インテル・ジ・リメイラ）、Independente Futebol Clubeの2つのプロサッカーチームがそれぞれ本拠地としている。